# أخيضر هوتوني
أخيضر هوتوني (الاسم العلمي:Vireo huttoni) (بالإنجليزية: Hutton's Vireo)‏ هو نوع من الطيور يتبع جنس الأخيضر من الفصيلة الأخيضرية.